# Lý Lai Quần
Lý Lai Quần (李来群, Li Laiqun; sinh 1 tháng 9 năm 1959 tại thành phố Hàm Đan, tỉnh Hà Bắc, Trung Quốc) là một đại kiện tướng cờ tướng Trung Quốc, nổi danh trong thập niên 1980 và đầu 1990. Năm 1982, ông trở thành nhà vô địch cá nhân toàn quốc lần đầu tiên và là nhà vô địch cờ tướng cá nhân nam đầu tiên của miền Bắc kể từ khi thành lập nước Cộng hòa Nhân dân Trung Hoa, và chấm dứt sự thống trị của các kỳ thủ cờ tướng miền nam. Giành chức vô địch Giải cờ tướng cá nhân nam toàn quốc lần lượt vào các năm 1982, 1984, 1987 và 1991.

## Sự nghiệp thi đấu
Lý Lai Quần học cờ từ nhỏ với một ông già trên phố vào năm 11 tuổi. Ông vốn bị mê hoặc bởi cờ tướng trong mười năm thời kỳ Đại cách mạng văn hóa và các cuộc thi đấu quần chúng trên đường phố.
Lý Lai Quần rất giỏi trong việc cân nhắc và chú ý đến mọi thứ khi chơi cờ. Mỗi khi chơi ván cờ với ai đó, ông đều quan sát kỹ lưỡng cách đi của đối thủ, thủ thuật hay và những đòn sát cuộc của đối phương. Ban đêm, mỗi khi nằm trên giường, ông nhớ lại tất cả, ghi nhớ trong lòng. Theo thời gian, một số sòng cờ trên đường phố Hàm Đan, nơi có bất kỳ cao thủ nào, phong cách và đặc điểm cờ của những bậc thầy đó là gì, đã được ông tận mắt chứng kiến lĩnhh hội và nhờ vậy kỹ năng đánh cờ của ông tiến bộ nhanh chóng.
Nhờ chơi cờ, Lý Lai Quần quen được với một kỳ thủ có tiếng của địa phương là Tần Liên Nguyên (秦连元). Kể từ đó, dưới sự hướng dẫn của Tần Liên Nguyên, kỹ năng đánh cờ của ông đã có nhiều tiến bộ.
Sau đó, do một cơ hội tình cờ, Lý Lai Quần gặp được Vương Bảo Cường (王保强), một kỳ thủ cờ tướng nổi tiếng đến từ Thiên Tân (sau này là huấn luyện viên cờ tướng của Ủy ban thể thao thành phố Hàm Đan). Ông đã trở thành kỳ thủ chính của đội cờ thành phố từ đó.
Năm 16 tuổi ông giành ngôi vô địch cờ tướng thiếu niên toàn quốc. Năm 1976, ông gia nhập Đội công nhân thể thao tỉnh Hà Bắc và được sự hướng dẫn của Lưu Điện Trung (刘殿中), một kỳ thủ lúc bấy giờ đã nổi tiếng. Kỹ năng chơi cờ của ông phát triển nhanh chóng. Lý Lai Quần và Lưu Điện Trung đã hợp lực để tạo nên thành công của cờ tướng Hà Bắc trong mười năm sau đó.

### Giải vô địch quốc gia
Tại Giải vô địch cờ tướng cá nhân Trung Quốc, Lý Lai Quần bắt đầu tham dự từ năm 1977 và xếp hạng 7. Năm 1978, ông giành hạng tư. Năm 1980, việc Liễu Đại Hoa vượt qua được Hồ Vinh Hoa đã mở ra một thời kỳ mới ở làng cờ Trung Quốc. Năm đó Lý Lai Quần xếp hạng ba. Một năm sau đó, với nỗ lực Lý Lai Quần suýt nữa đã vô địch nếu không có thất bại trong những vòng đấu cuối, để Liễu Đại Hoa tiếp tục đăng quang.
Năm 1982, Lý đạt phong độ đỉnh cao, tinh thần và bản lĩnh vững vàng hơn, Lý Lai Quân đệ nhất cờ Hà Bắc danh xưng đã xuất chiến liên tục giành được phần thắng. Bước vào giai đoạn 2 quyết đấu với Hồ Vinh Hoa của Thượng Hải, trải qua mấy lần kịch chiến cuối cùng đã ca khúc khải hoàn trở thành tân khoa trạng nguyên của làng cờ Trung Quốc, được tấn phong danh hiệu cao quý nhất Đặc cấp đại sư, bước vào vào hàng ngũ của các đại cao thủ đương thời, sau này được Uỷ Ban Thê dục thể thao trung ương Trung Quốc xét tặng vào danh sách "Tân Trung Hoa, kỳ đàn thập đại kiệt xuất nhân vật ". Ông cũng là nhà vô địch cờ tướng nam lần đầu tiên vượt sông Hoàng Hà, chấm dứt tình thế kỳ thủ miền nam thống trị kỳ đàn. Thành công của ông hoàn toàn phù hợp với dự đoán của đại sư cờ tướng nổi tiếng Lưu Điện Trung rằng ông sẽ vô địch quốc gia trong vòng 3 đến 5 năm.
Vào các năm 1982, 1984, 1987 và 1991, ông đã 4 lần vô địch giải cờ tướng cá nhân toàn quốc, là kỳ thủ chủ lực của đội Hà Bắc giành chức vô địch đồng đội toàn quốc vào các năm 1983, 1985, 1997 và 1998. 

### Các giải đấu khác
Năm 1984, sau khi vô địch Trung Quốc lần thứ hai, ông lần đầu tiên được mời tham dự giải Ngũ Dương và đã đoạt được danh hiệu quán quân.
Kỷ lục xuất sắc 
Năm 1977, ông vô địch giải mời Hàm Đan (Handan Invitational) khi mới 17 tuổi. Đây là giải do Sở TDTT Hàm Đan tổ chức, mời 4 tỉnh cử đại diện tham dự: Quảng Đông, Hà Bắc, An Huy, Bắc Kinh. Mục đích là để cho Lý Lai Quần có cơ hội cọ xát thi đấu.
Một trong những thành viên chính của đội tuyển Trung Quốc cho chức vô địch " Asian Cup " đồng đội.
Năm 1983 và 1985, 1997, 1998 với tư cách là chủ lực của đội Hà Bắc, ông đã cùng các đồng đội giành được các chức vô địch cờ tướng đồng đội "Giáp cấp liên tái" toàn quốc.
Năm 1983, ông giành chức vô địch Giải cờ vua Đại hội Thể thao Hồng Kông thế giới lần thứ 26.
Năm 1985, ông được phong tặng danh hiệu Đại kiện tướng (Đặc cấp đại sư).
Năm 1988, ông được trao tặng danh hiệu Đại kiện tướng quốc tế (Đặc cấp quốc tế đại sư)          
Năm 1989, Lý Lai Quần tham gia giải đấu "Thiếu Lâm Khả Nhạc Bôi" trong lúc phong độ đã đạt đến đỉnh cao, một mình mình băng băng tiến về phía trước sau cùng giành được ngôi vị Kỳ thánh, xưng danh bắt đầu từ đấy. Do đó sau này mỗi khi nói về Lý Lai Quần người ta thường hay gọi ông là kỳ thánh cũng là cách để tỏ lòng mến mộ tài năng xuất chúng của ông, bên cạnh các vị kỳ sư nổi tiếng khác đã được biết đến như kỳ tiên Hồ Vinh Hoa của Thượng Hải hay kỳ ma Dương Quan Lân của tỉnh Quảng Đông.
Cuối năm 1989, trong lần thi đấu danh hiệu kỳ vương Trung Quốc, Lý Lai Quần với kỳ phong anh hùng xuất sắc lập được chiến công, viên mãn thâu tóm cả 2 ngôi vô địch hàng đầu Trung Quốc. Năm 1990, bảo vệ thành công ngôi vị Kỳ vương của mình. Năm 1991, giành được kỳ tích trong giải cá nhân toàn quốc và lần thứ 4 lên ngôi. Đây cũng là danh hiệu lớn cuối cùng sau một chặng đường vàng son trong sự nghiệp của Lý Lai Quần vì sau đó một năm (1992), ông chuyển sang kinh doanh bất động sản  trong lúc đang ở độ chín của sự nghiệp nên không còn giữ được phong độ như xưa. Giới hâm mộ vì thế mà lấy làm đáng tiếc.
Năm 1991, ông giành ngôi á quân giải vô địch cờ tướng thế giới lần thứ hai và là một trong những thành viên chính của đội Trung Quốc vô địch nội dung đồng đội thế giới.

## Sau khi giải nghệ
Từ khi giải nghệ và chuyển sang kinh doanh, Lý Lai Quần thỉnh thoảng tham dự một số giải đấu cấp cao như Bích Quế Viên (giải đấu dành cho các nhà vô địch Trung Quốc) nhưng không đạt được kết quả tốt. Năm 2007, tại Hà Bắc, quê hương ông, một giải đấu mang tên Lý Lai Quần đã được tổ chức để ghi nhớ tên tuổi và sự nghiệp của ông.

## Phong cách thi đấu
Lý Lai Quần vốn được biết đến nhờ bản tính thông minh, khả năng phân tích trận đấu cực cao, phong cách chơi cờ chắc chắn, tinh tế, kim ẩn trong bông, mang hơi hướng "cưỡi trăn khổng lồ".  Ông là người giỏi trong các khai cuộc pháo giác, ngựa bình phong vượt sông, đặc biệt giỏi điều binh để tận dụng tình thế, nổi tiếng là nhân vật có chiêu thức sát cục rất nhẹ nhàng nhưng tinh tế đến lạ thường.